# 43813 Kühner
43813 Kühner è un asteroide della fascia principale. Scoperto nel 1991, presenta un'orbita caratterizzata da un semiasse maggiore pari a 2,4186882 UA e da un'eccentricità di 0,2176058, inclinata di 2,75796° rispetto all'eclittica.